# Dexiogyia abscissa
Dexiogyia abscissa är en skalbaggsart som först beskrevs av Thomas Casey 1911.  Dexiogyia abscissa ingår i släktet Dexiogyia och familjen kortvingar. Inga underarter finns listade i Catalogue of Life.